# Reggie Redding
Pour les articles homonymes, voir Redding.
Reggie Redding, né le 18 juillet 1988, à Philadelphie, en Pennsylvanie, est un joueur américain de basket-ball. Il évolue au poste d'ailier. 

## Carrière
En avril 2014, il est nommé meilleur joueur de la deuxième journée des quarts de finale de l'EuroCoupe avec une évaluation de 40. Il marque 24 points (à 7 sur 8 à deux points), prend 8 rebonds et fait 7 passes décisives dans la victoire de l'ALBA face au Valencia BC.
En mars 2015, Redding est nommé meilleur joueur de la 9e journée du Top 16 de l'Euroligue. Lors de la victoire de l'Alba Berlin face au Žalgiris Kaunas, il marque 27 points (à 6 sur 11 au tir), prend 7 rebonds et fait 5 passes décisives pour une évaluation de 36.

## Palmarès
- Vainqueur de la Coupe de Serbie 2020